# Matthew Thornton

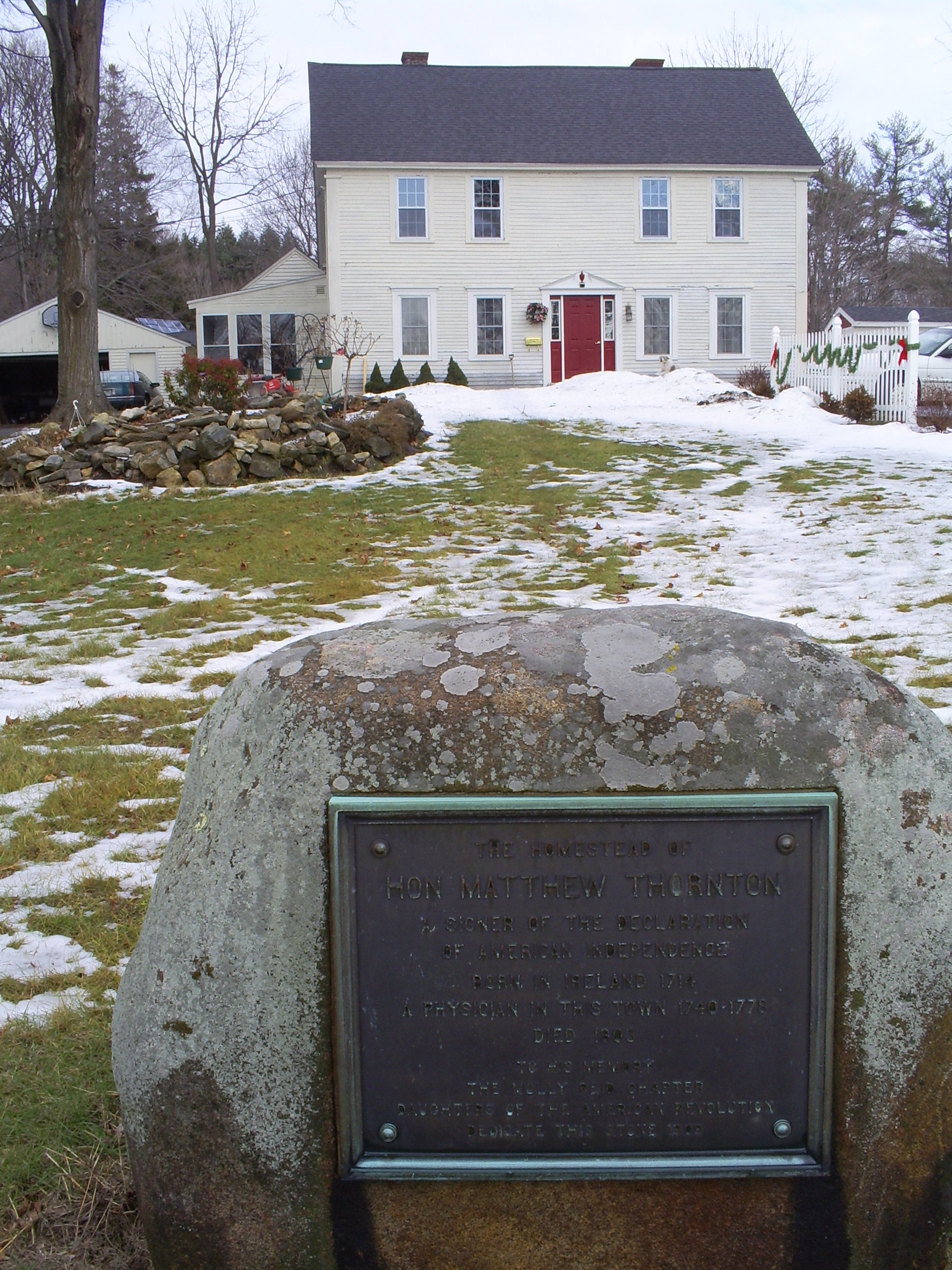
A Casa Matthew Thornton em Derry, New Hampshire

Matthew Thornton (17 de Março, 1713 – 24 de junho, 1803) foi um médico e político nascido-irlandês signatário da Declaração de Independência dos Estados Unidos, como um representante de New Hampshire.

## Antecedentes e primeiros anos de vida
Thornton nasceu em Limerick, Irlanda, filho de James Thornton e Elizabeth Malone. Em 1716, sua família emigrou para a América do Norte, quando ele tinha três anos de idade, estabelecendo-se primeiro em Wiscasset, Maine. Em 11 de julho de 1722, a comunidade foi atacada por Nativos Americanos. James e Elizabeth Thornton fugiram do incêndio de sua casa com Matthew, indo para Worcester, Massachusetts. Thornton concluíu os estudos de medicina em Leicester. Ele se tornou um médico e estabeleceu uma prática médica em Londonderry, New Hampshire. Ele foi nomeado cirurgião para as tropas da Milícia de New Hampshire em uma expedição contra a Fortaleza de Louisbourg, em 1745. Ele tinha comissões reais como juiz de paz e coronel de milícias.
Em 1760 Thornton casou-se com Hannah Jack, e o casal teve cinco filhos. Thornton tornou-se um selectman de Londonberry, representante e Presidente da Assembléia Provincial, e membro do Comitê de Segurança, elaborando o plano de governo de New Hampshire após a dissolução do governo real, que foi a primeira constituição do estado adotada após o início das hostilidades com a Inglaterra.

## Congresso Continental
Ele foi o primeiro Presidente da Câmara dos Representantes de New Hampshire e Adjunto de Justiça do Tribunal Superior de New Hampshire. Ele foi eleito para o Congresso Continental após os debates sobre a independência ocorrerem, mas como ele não chegou a Filadélfia até novembro de 1776, foi-lhe concedida permissão para assinar a Declaração de Independência três meses após a assinatura formal em Agosto.

## Mais tarde em sua vida
Ele se tornou um ensaísta político. Ele se aposentou a partir de sua prática médica e em 1780 mudou-se para Merrimack, New Hampshire, onde ele plantava e operava uma balsa com sua família. Apesar de não frequentar a faculdade de direito, a ele foram dados deveres como adjunto de justiça do Tribunal Superior do estado de New Hampshire de 1777. Em seus últimos anos, ele pilotou uma balsa no Rio Merrimack, em Thornton Ferry.  De 1784 a 1787 Thornton foi membro do Senado do Estado de New Hampshire. Sua esposa Hannah (Jack) Thornton morreu em 1786.
Thornton morreu em Newburyport, Massachusetts ao visitar sua filha. Matthew Thornton foi enterrado no Cemitério Thornton em Merrimack, e em sua lápide lê-se "O Homem Honesto."

## Legado e família
A cidade de Thornton, New Hampshire foi nomeada em sua honra, como a Escola Londonberry. A Casa Matthew Thornton em Derry, que foi parte de Londonderry, no momento é listada no registro Nacional de Lugares Históricos. 
Thornton era tio de Matthew Thornton, um suspeito Lealista que foi julgado por traição relacionada a ações pouco antes da Batalha de Bennington, em 1777. Apesar de ter sido "honoravelmente absolvido" em seu julgamento, ele foi ainda pensado para ser culpado por muitos, e com a ajuda de seus colegas Maçons, fugiu para a St. Stephen, em Charlotte County, New Brunswick.